# Partido Tancredista Nacional
O Partido Tancredista Nacional foi uma sigla partidária criada em 1985, única e exclusivamente para o lançamento da candidatura do compositor, apresentador de TV e empresário Carlos Imperial à prefeitura da cidade do Rio de Janeiro.

## História do partido
Eleito vereador em 1982 pelo PDT, Carlos Imperial rompeu com a legenda em 1985 e, junto ao TSE, conseguiu a habilitação do PTN, aproveitando-se da nova legislação partidária criada pelo Congresso, em abril, que permitia a criação de novos partidos.
Considerando-se um partido de centro, o PTN tinha como objetivo principal a realização do projeto político de Tancredo Neves, chegando inclusive a exibir trechos de discursos do ex-presidente, posteriormente incluídos no manifesto de criação do partido. Embora utilizasse o "Tancredista" no nome, o PTN não contava com o apoio da família de Tancredo, nem do PMDB, ao qual ele pertencia.
Em julho, a convenção municipal aprovou o lançamento da candidatura de Carlos Imperial à prefeitura do Rio de Janeiro, tendo o vereador Sidney Domingues (também egresso do PDT) como candidato a vice-prefeito. Usando uma camisa listrada em preto e branco e dizendo o slogan "Vai dar Zebra!", ao som de "Cidade Maravilhosa", Imperial propôs a descentralização administrativa e a participação da comunidade nas decisões de sua gestão. Ficou em 8º lugar entre 19 candidatos, recebendo 31.552 votos (1,17% do total). Logo após o pleito, o PTN foi extinto e refundado no ano seguinte como Partido Trabalhista Nacional (sem relação com o partido homônimo que durou entre 1945 e 1965).
No mesmo ano de sua refundação, disputou ainda a eleição estadual, onde apoiou a candidatura vitoriosa de Moreira Franco, e também participou do pleito municipal de 1988, integrando a coligação que elegeu Marcello Alencar para a prefeitura da capital fluminense. O partido ainda tentou lançar a candidatura de D'Janir Soares de Azevêdo nas eleições presidenciais de 1989, sem sucesso.
O PTN utilizou inicialmente o número 21 e, até sua extinção definitiva em 1989, passou a usar o 46 como número de registro. Apesar de compartilhar a sigla, não guarda quaisquer semelhanças com o atual Podemos (ex-Partido Trabalhista Nacional).

## Desempenho Eleitoral

### Eleições presidenciais
| Ano  | Imagem | Candidato(a) a Presidente       | Candidato(a) a Vice-Presidente | Coligação     | Votos      | Posição |
| ---- | ------ | ------------------------------- | ------------------------------ | ------------- | ---------- | ------- |
| 1989 |        | D'Janir Soares de Azevêdo (PTN) | Sem Informação (PTN)           | Sem coligação | Indeferido | N/A     |